# Cavo Dassi
Il cavo Dassi è un canale artificiale, costruito principalmente per l'irrigazione, che scorre in Piemonte ed in Lombardia, attraversando le provincie di Novara e Pavia.

## Percorso

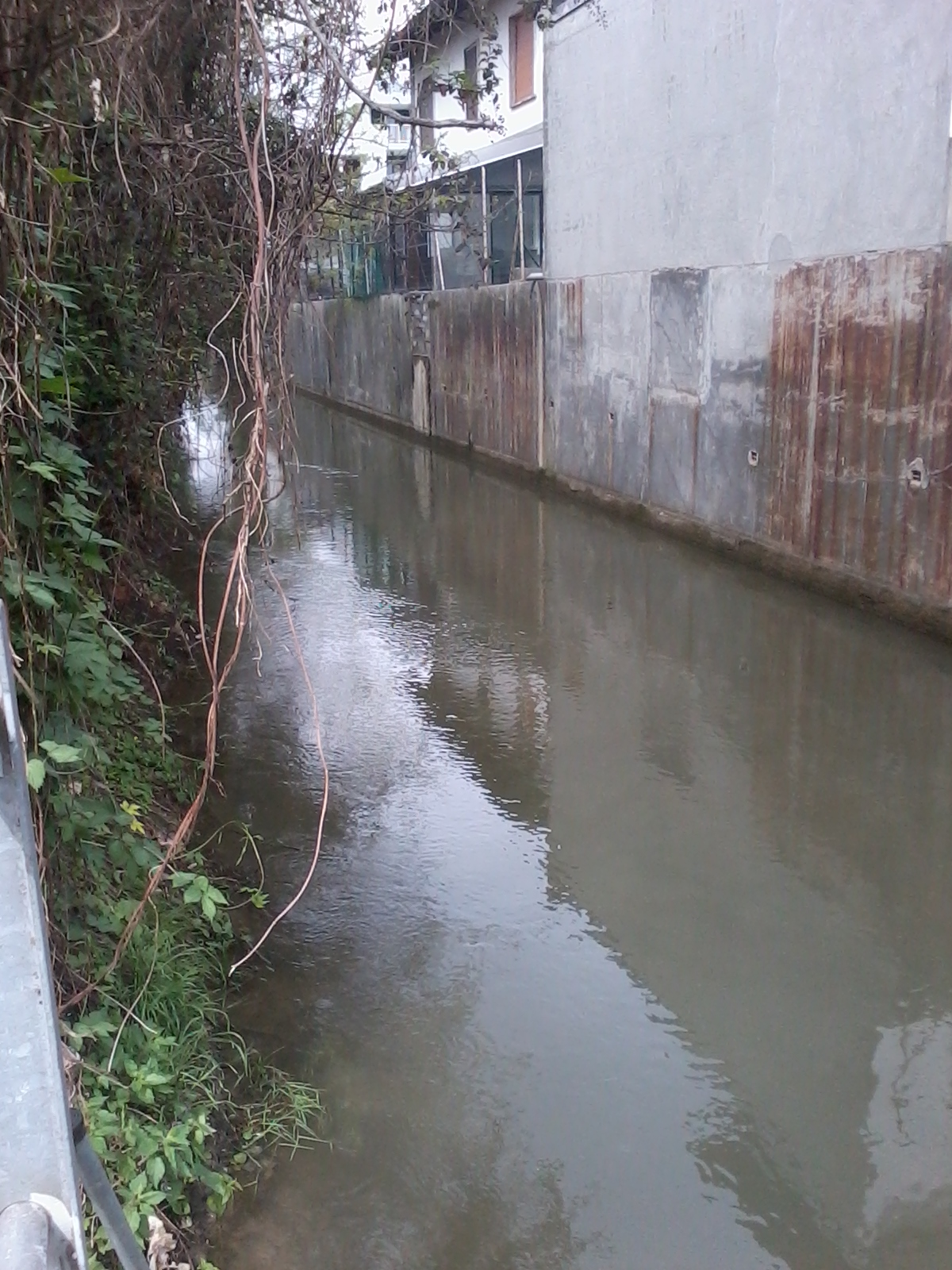
Il canale appena prima del salto del Torrione

Il canale nasce dalla roggia Mora in località Cesto (frazione di San Pietro Mosezzo); con corso parallelo a quello del cavo Cattedrale scorre bagnando la frazione di Novara Agognate dove riceve un sussidio dal Canale Cavour e tramite una tomba a sifone oltrepassa l'Agogna; prima dell'entrata nella città di Novara dà origine allo Scaricatore roggia Regina. Quindi scorre sotto il manto stradale per quasi tutto il suo percorso (a parte alcuni tratti come ad esempio quello parallelo a via Crimea) e riemerge definitivamente presso il quartiere Rizzottaglia. Dopo circa 500 metri viene scavalcato dalla tangenziale lambendo Torrion Quartara.
Dopodiché il canale fluisce parallelo alla strada di Mercadante, dove si divide in due rami di egual portata: il cavo Dassi di Robbio ed il cavo Dassi di Dorno. Il primo va a sfociare nel torrente Agogna poco a nord di Robbio, mentre il secondo scorre verso Cilavegna e Dorno, diramandosi in più rami irrigui.

## Uso
Il canale è utilizzato principalmente per l'irrigazione dei terreni in provincia di Novara e in provincia di Pavia; svolge, inoltre, l'importante funzione di collettamento delle acque derivanti dalla porzione sud di Novara (fontana Calende-rio Ondino).
La portata si aggira sui 1,8 m³/s nel territorio del Torrion Quartara e di 0,8 m³/s alla foce. Viene utilizzato nel periodo che va da marzo; è in gestione al consorzio Est Sesia.

## Flora e fauna

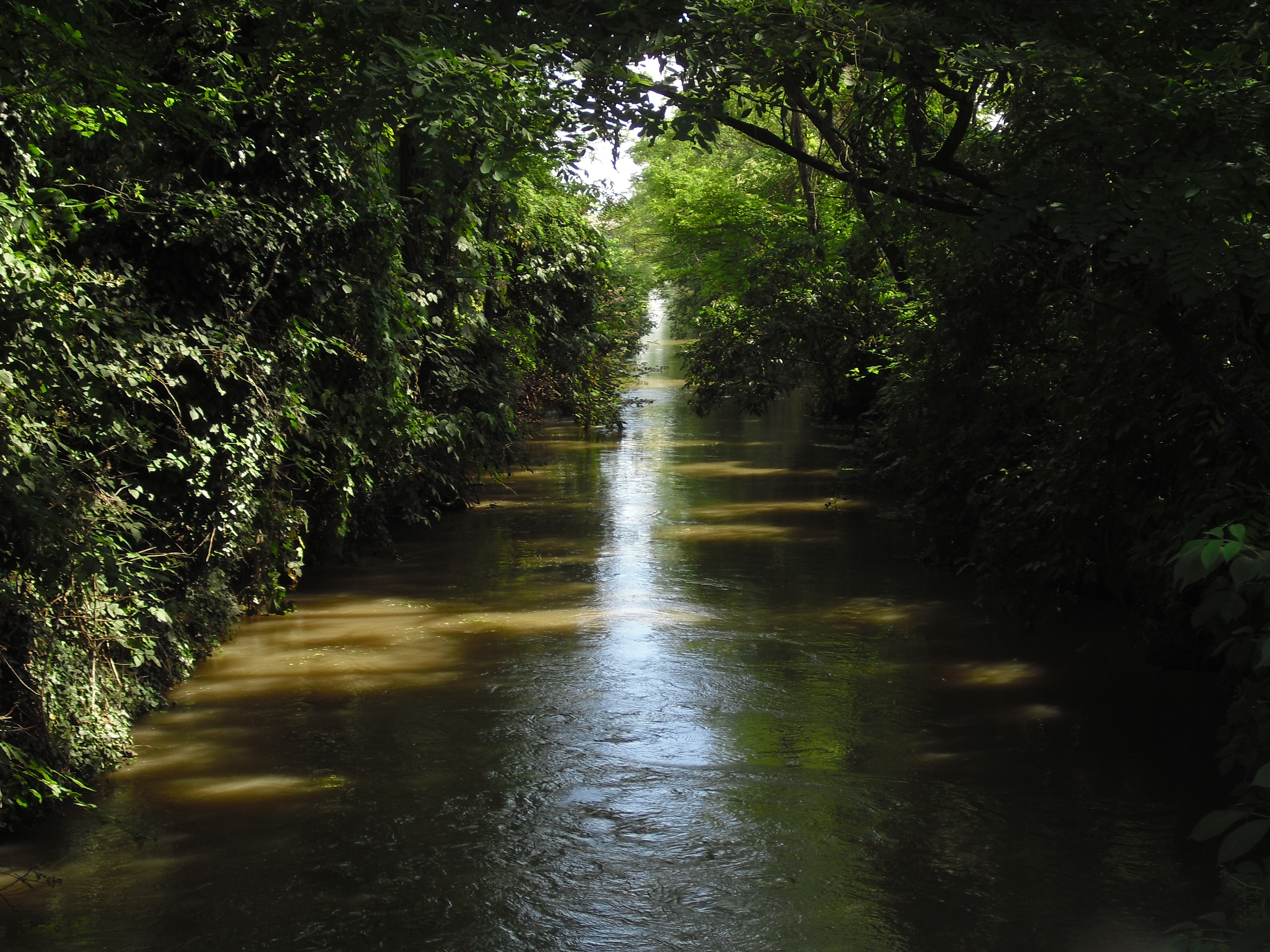
Vegetazione sul Cavo Dassi

Il canale è popolato da molti pesci, tra i quali citiamo la carpa, il cavedano, l'alborella, la trota, il barbo e il vairone.
Gli animali che vivono lungo il suo corso sono molti: è presente in quantità la nutria, la gallinella d'acqua, l'airone, le oche selvatiche ed il germano reale.
Le sue rive sono abitate da alberi e da erbe perlopiù roveti; il tratto che attraversa Torrion Quartara è stato recentemente rettificato e fatto scorrere in una tombinatura lunga una cinquantina di metri, per permettere l'edificazione dei nuovi rioni del Torrion Quartara.